# رهبر (فیلم ۲۰۱۳)
رهبر (به تامیلی: Thalaivaa) فیلمی محصول سال ۲۰۱۳ و به کارگردانی ای. ال ویجی است. در این فیلم بازیگرانی همچون ویجای، امالا پال، راگینی ناندوانی، ساتیاراج، آبیمانیو سینگ، سانتانام، نثار و رکا هریس ایفای نقش کرده‌اند.